# Municipio de Ellijay
El municipio de Ellijay (en inglés: Ellijay Township) es un municipio ubicado en el  condado de Macon en el estado estadounidense de Carolina del Norte. En el año 2010 tenía una población de 2.691 habitantes.

## Geografía
El municipio de Ellijay se encuentra ubicado en las coordenadas 35°10′39.34″N 83°18′32.55″O / 35.1775944, -83.3090417.